# Crassocephalum montuosum
Crassocephalum montuosum là một loài thực vật có hoa trong họ Cúc. Loài này được (S.Moore) Milne-Redh. mô tả khoa học đầu tiên năm 1951.